# Alexandre Rimanov
Alexandre Anatoliévitch Rimanov (en russe : Александр Анатольевич Рыманов, en anglais : Aleksandr Anatolyevich Rymanov), né le 25 août 1959 à Moscou (URSS), est un ancien joueur de handball soviétique puis russe évoluant au poste de pivot.
Avec la sélection nationale soviétique, il est notamment champion du monde en 1982 et champion olympique en 1988.

## Palmarès de joueur

### Sélection nationale
- Jeux olympiques[1]
  -  Médaille d'or aux Jeux olympiques de 1988 à Séoul,  Corée du Sud
- Championnats du monde
  -  Médaille d'or au Championnat du monde 1982
  - 5e place au Championnat du monde 1995[3]
- Autres
  -  Médaille d'or au Championnat du monde B 1987[4]
  -  Médaille d'or aux Goodwill Games de 1986

### En club
Compétitions internationales
- Vainqueur de la Coupe des clubs champions (1) : 1988
  - Finaliste en 1983
- Vainqueur de la Coupe des vainqueurs de coupe (1) : 1987

Compétitions nationales
- Vainqueur du Championnat d'Union soviétique (6) : 1977, 1978, 1979, 1980, 1982[réf. nécessaire], 1983, 1987
- Vainqueur de la Coupe d'Union soviétique (3) : 1984, 1985, 1986...